# Vjekoslav Škrinjar
Vjekoslav Škrinjar (sinh ngày 2 tháng 6 năm 1969) là một cầu thủ bóng đá người Croatia.

## Sự nghiệp câu lạc bộ
Vjekoslav Škrinjar đã từng chơi cho Gamba Osaka.

## Thống kê câu lạc bộ

### J.League
| Đội         | Năm       | J.League | J.League | J.League Cup | J.League Cup | Tổng cộng | Tổng cộng |
| Đội         | Năm       | Trận     | Bàn      | Trận         | Bàn          | Trận      | Bàn       |
| ----------- | --------- | -------- | -------- | ------------ | ------------ | --------- | --------- |
| Gamba Osaka | 1995      | 15       | 1        | -            | -            | 15        | 1         |
| Gamba Osaka | 1996      | 15       | 2        | 11           | 1            | 26        | 3         |
| Tổng cộng   | Tổng cộng | 30       | 3        | 11           | 1            | 41        | 4         |